# Гоес-Кройц
Гоес-Кройц (нім. Hohes Kreuz) — громада в Німеччині, розташована в землі Тюрингія. Входить до складу району Айхсфельд. Складова частина об'єднання громад Ляйнеталь.
Площа — 17,96 км2. Населення становить 1303 ос. (станом на 31 грудня 2021).

## Галерея

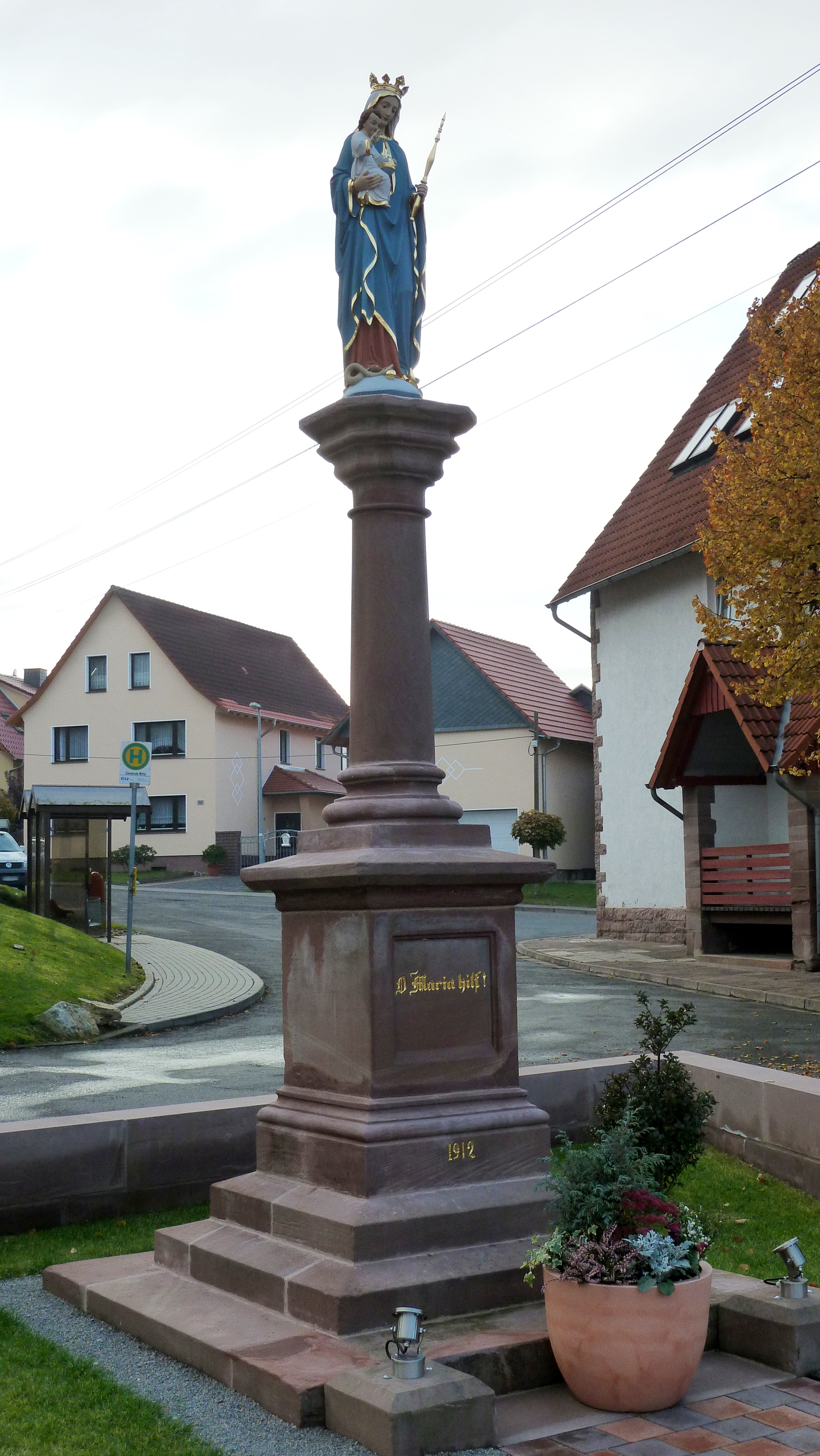